# 特立尼達蠍子壯漢T辣椒
千里達毒蠍布奇T辣椒又名特立尼達蠍子壯漢T辣椒、千里達毒蠍辣椒（Trinidad Scorpion Butch T pepper），曾是世界紀錄最辣的辣椒，該記錄在2012年被卡羅萊納死神超越。它是黃燈籠辣椒的一種，是千里達莫魯加毒蠍辣椒 （页面存档备份，存于）的一個衍生種。有146萬個史高維爾指標（SHU），更勝娜迦毒蛇（Naga Viper）的138萬個SHU。這批辣椒2011年初在悉尼以北約89公里的小鎮莫里塞特（Morisset）培植成熟。

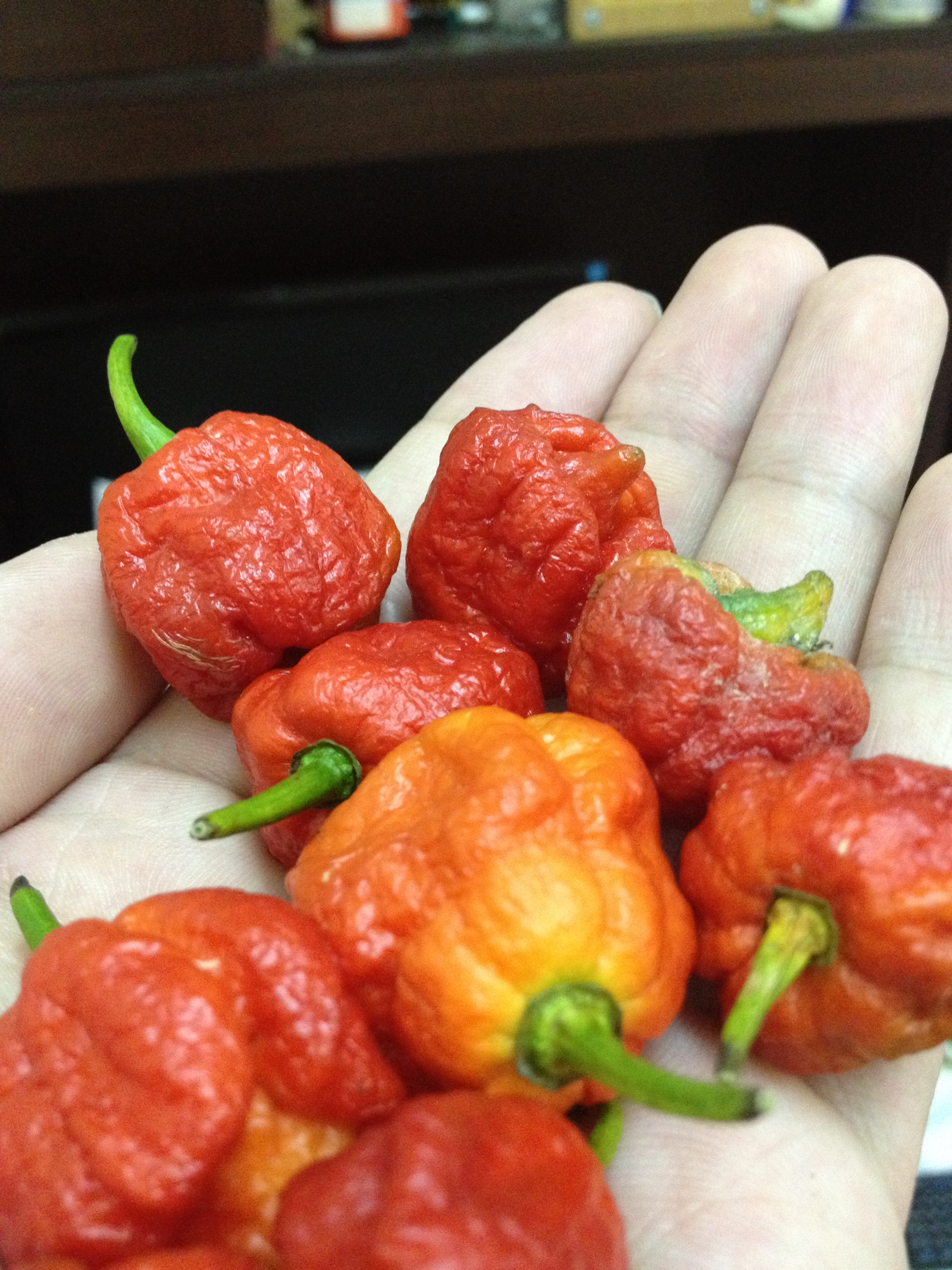
曬乾後的千里達毒蠍布奇T果實